# Borstbeeld John F. Kennedy
Het Borstbeeld John F. Kennedy is een kunstwerk in Amsterdam-Zuid.
Het borstbeeld komt van de handen van kunstenaar Renze Hettema. Het staat op de kruising President Kennedylaan en de Maasstraat. Het bronzen hoofd van John F. Kennedy staat op een kalkstenen zuil, het geheel rust op een betonplaat.
Aan de voorzijde van het beeld staat:
John F. Kennedy
1961-1963 President van
de Verenigde Staten
van Amerika
Let every nation know
whether it wishes us well
or ill, that we shall pay
any price, bear any burden,
meet any hardship, support
any friend, oppose any foe
to assure the survival and
the succes of liberty
Aan de achterzijde:
Alle naties of zij ons
goed of kwaad gezind
zijn, dienen dit te weten:
Wij zullen iedere prijs
betalen, iedere last
dragen, iedere moeilijkheid
trotseren, elke vriend
steunen, elke vijand weer-
staan om het voortleven
en de overwinning van de
vrijheid te verzekeren.
John F. Kennedy 1917-1963
Het beeld kostte 10.000 gulden, dat door particuliere donaties bijeen werd gebracht na een oproep in Voor de vuist weg. Het beeld werd op 21 november 1964 onthuld door de Amerikaanse zaakgelastigde Fisher Howe en het gezelschap van waarnemend burgemeester Joop den Uyl.
in 2021 kreeg het gezelschap van het Eindgemaal Rivierenbuurt, waarop een citaat van de Amserikaanse president werd gezet.